# Giovanni Battista Amendola
Giovanni Battista Amendola (ur. 1848 w Sarno, zm. 1887 w Neapolu) – włoski rzeźbiarz i medalier, działający głównie w Anglii.

## Życiorys
Studiował w Neapolu w Accademia di Belle Arti. Następnie przeniósł się do Rzymu i Paryża, a w 1879 do Anglii, gdzie pozostał do 1884. W latach 1879–1886 regularnie wystawiał w Neapolu i w Królewskiej Akademii w Londynie. Ostatecznie przeniósł się do Anglii z powodu przyjaźni z malarzem Lawrence’em Almą-Tademą.
Jest autorem rzeźby Joachima Murata, zdobiącej fasadę Pałacu Królewskiego w Neapolu. W Neapolu znajdują się też inne jego prace, w tym popiersie architekta Enrica Alvina na terenie Villa Comunale. W operze w Salerno znajduje się jego rzeźba Pergolesi Umierający. Wyrzeźbił także kariatydy przy wejściu do Mauzoleum Schilizziego w Posillipo. Znane są jego brązowe statuetki, m.in. zamyślonej kobiety, zatytułowana Myśl dominująca, Wedded przedstawiająca młodą parę, Venus oraz statuetka przedstawiająca Laurę Theresę Almę-Tademę.